# Rav Achi
Rav Achi (ou Rav Ashi) (hébreu & judéo-araméen : רב אשי) est l'un des derniers, et plus éminents, Amoraïm (docteurs du Talmud) babyloniens (352–427). Il rétablit l'académie talmudique de Soura à Mata Mehassia, et la dirige pendant 52 ans. Il y réalise avec ses disciples, au cours de cette période d'activité inhabituellement longue, la compilation de la Guemara (étude de la Mishna) babylonienne, à l'origine du Talmud de Babylone.

## Éléments biographiques
Il devint chef de l’importante école de Sora, en Babylonie, où il mourut (427), après l’avoir dirigée cinquante-deux ans. Son autorité fut considérable parmi ses contemporains, et il reçut le titre de Rabbana, « notre maître. » L'élaboration du Talmud de Babylone fut commencée grâce à son initiative. Il consacra sa longue carrière à cette œuvre colossale, rassemblant, coordonnant l'énorme quantité d’explications, de déductions, de développements ajoutés à la Mischna, accumulés pendant trois générations d’Amoraïm, et confiés à la seule mémoire. Il ne se borna pas à une simple compilation, car il ajouta de lui-même de nombreuses et importantes rectifications, décisions, solutions de questions obscures, etc. Son travail fut complété par son fils Mar, par son successeur immédiat Marémar, et surtout par R. Abina.
Selon une tradition préservée dans les académies, Rav Achi naît l'année de la mort de Rava, et sera le premier maître d'envergure après celui-ci.
Son père Simaï était un homme riche et érudit, étudiant au collège talmudique de Naresh, satellite de Soura, dirigé par Rav Papa, disciple de Rava. Le maître d'Achi est Rav Kahana, également membre du collège de Naresh, et futur directeur académique de Poumbedita.